# Pfarrkirche Ohlsdorf (Oberösterreich)

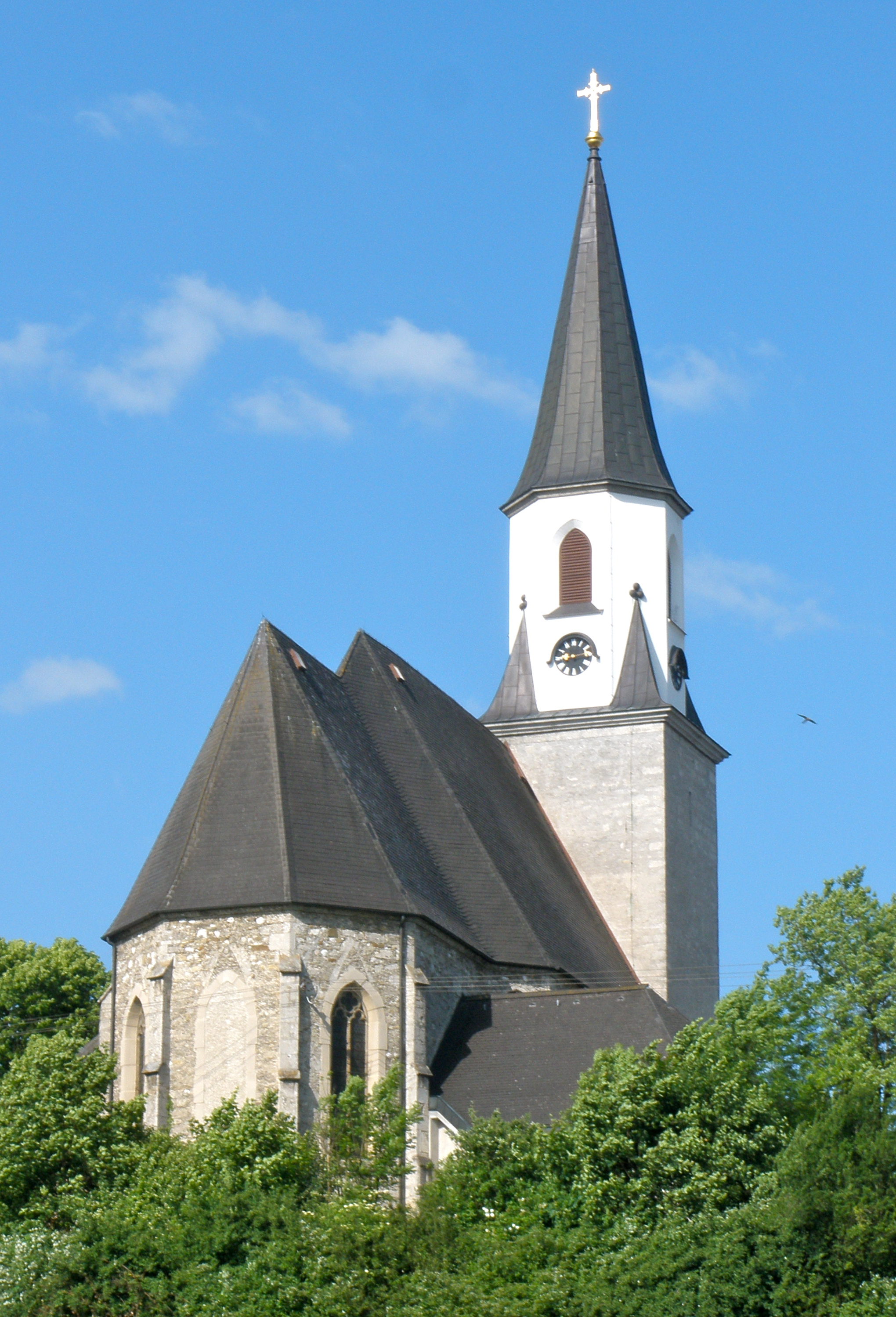
Katholische Pfarrkirche hl. Martin in Ohlsdorf

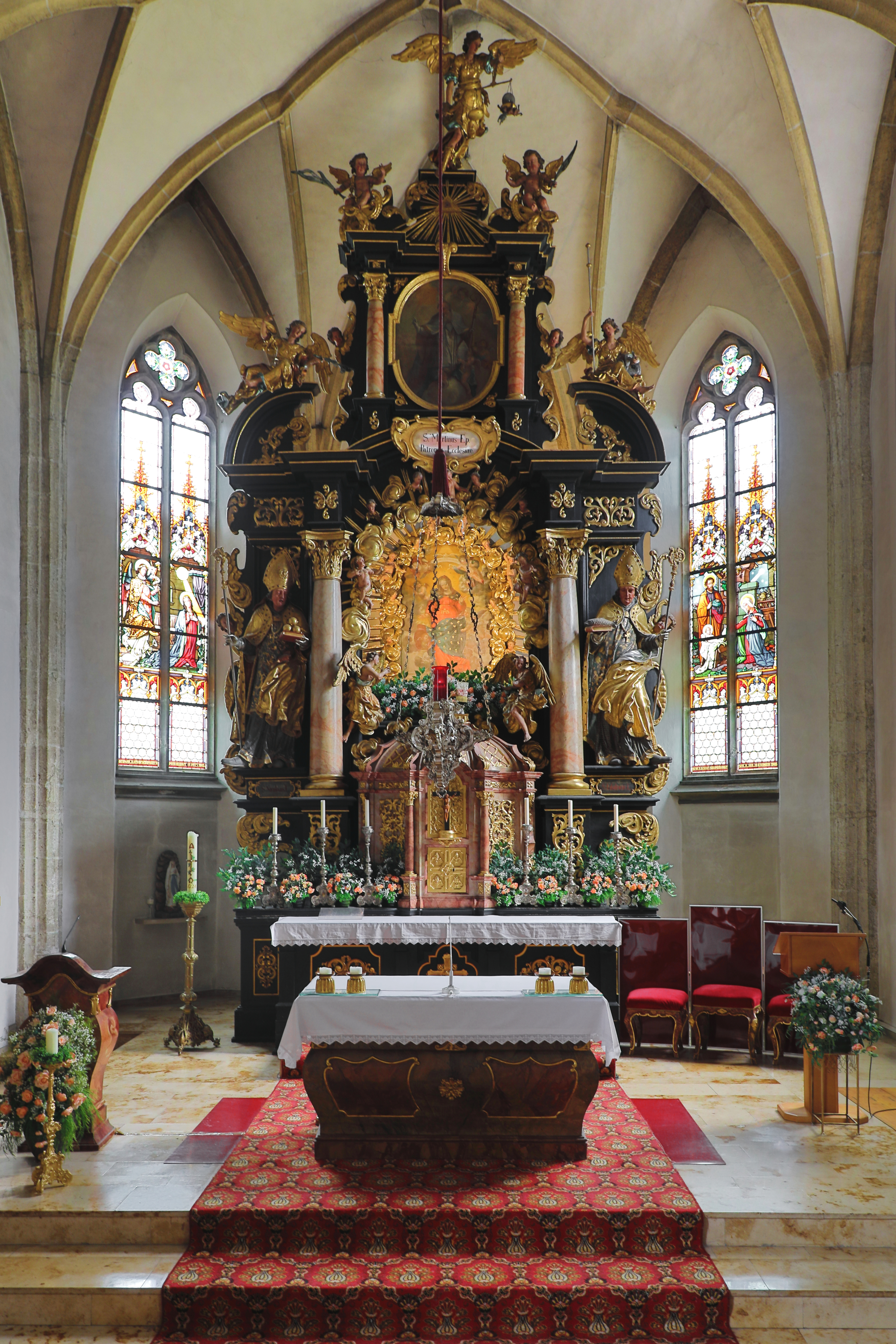
Hochaltar der Pfarrkirche; mit einem Gnadenbild aus dem Jahr 1657

Die römisch-katholische Pfarrkirche Ohlsdorf steht in der Gemeinde Ohlsdorf im Bezirk Gmunden in Oberösterreich. Sie ist dem heiligen Martin geweiht und gehört zum Dekanat Gmunden in der Diözese Linz. Das Bauwerk steht unter Denkmalschutz.

## Lagebeschreibung
Die Pfarrkirche steht auf einer Anhöhe an der Hauptstraße 18 in Ohlsdorf.

## Geschichte
Um 750 wird erstmals eine Kirche urkundlich erwähnt. Bis 1328 war sie eine Filialkirche der Pfarre Gmunden. 1950 erfolgte eine Innenrestaurierung.

## Kirchenbau
Kirchenäußeres
Die Kirche hat einen mächtigen Westturm der im Obergeschoß ins Achteck übergeht. Darüber ist ein neugotischer Spitzhelm. Das Nord- und Südportal sind gotisch. Beiden ist eine netzrippengewölbte Vorhalle vorgestellt. Auch das Sakristeitor ist gotisch. An der nördlichen Außenwand ist eine Inschriftentafel auf der „Hans von Aichlhann 1501“ steht. Eventuell handelt es sich dabei um den Namen des Baumeisters.
Kircheninneres
Das Bauwerk ist eine zweischiffige gotische Hallenkirche. Das Langhaus ist 3½ Joche lang. Die westlichen Joche sind netzrippengewölbt mit Zweiparallelrippen. Die östlichen Jochen sind mit sechsstrahligen Sternen gewölbt. Das mittlere Joch ist verbreitert. Das Gewölbe ruht auf Achtecksäulen. Der eingezogene Chor ist 2½-jochig und hat einen 3/8-Schluss. Der Chor ist netzrippengewölbt. Die  Strebepfeiler sind abgetreppt. Im Westen ist eine dreiachsige Empore über zwei Joche. Sie ist sternrippenunterwölbt.

## Ausstattung

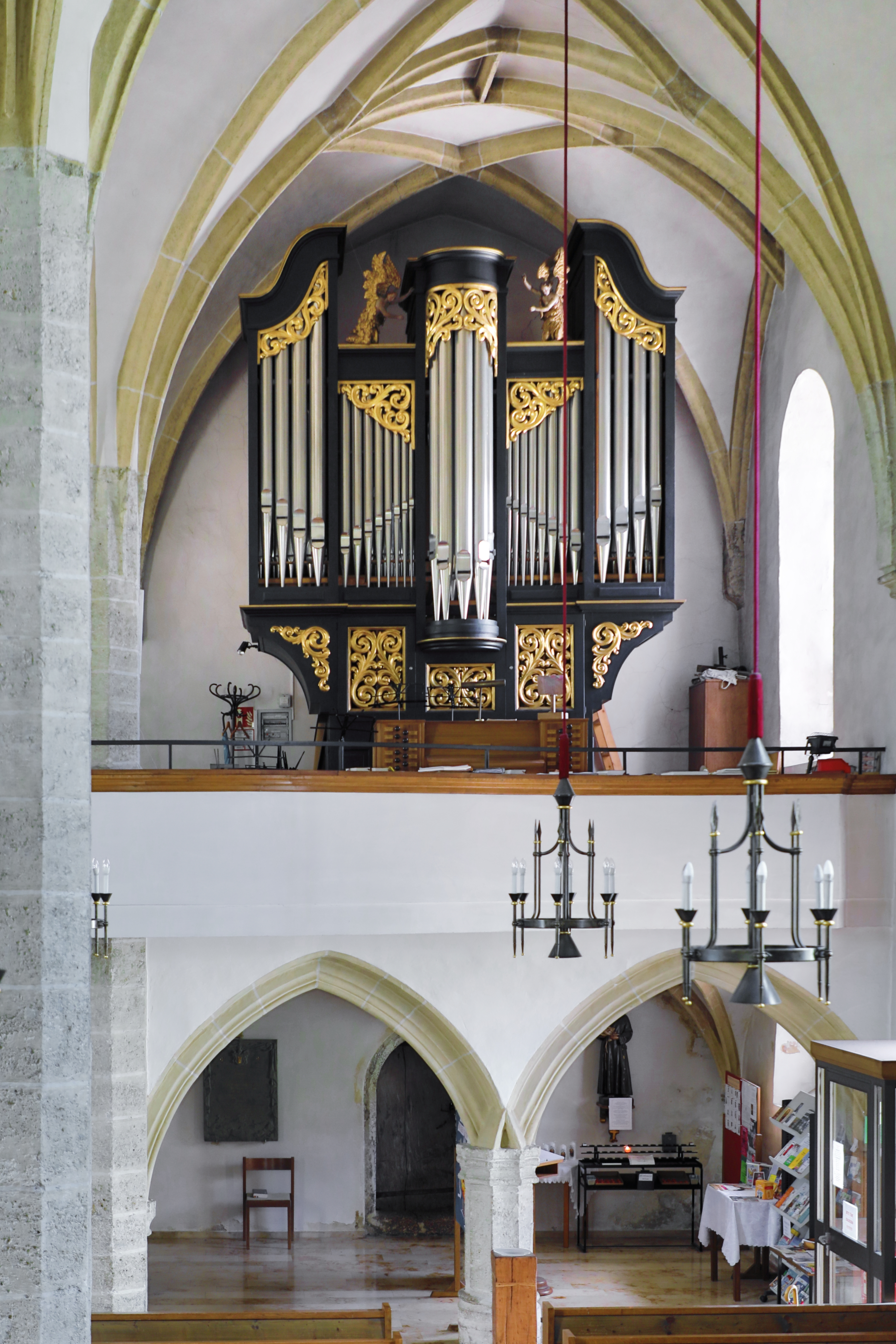
Orgel im linken Kirchenschiff; 1981 aufgestellt

Der Hochaltar wurde in den Jahren 1689 und 1690 errichtet. Auf ihm steht das Gnadenbild „Maria zur Guten Hoffnung“. Die Seitenaltäre und die Kanzel entstanden etwa zur gleichen Zeit. Im Chor sind zwei schmiedeeiserne Wandarme aus der zweiten Hälfte des 17. Jahrhunderts. Der schmiedeeiserne Glockenzug aus dem dritten Viertel des 18. Jahrhunderts ist im Stil des Rokoko gefertigt.

### Orgel
Die mechanische Schleifladenorgel mit 19 Registern, verteilt auf 2 Manuale und Pedal, hat 1272 Pfeifen und einen freistehenden Spieltisch. Die Gesamtplanung hatte Orgelbaumeister Bruno Riedl und die technische Planung Orgelbauer Erwin Harting inne.